# James Anthony Toppo
James Anthony Toppo (* 3. Mai 1930 in Silphari, Indien; † 4. Mai 2004) war Bischof von Jalpaiguri.

## Leben
James Anthony Toppo empfing am 10. August 1960 das Sakrament der Priesterweihe.
Am 24. April 1971 ernannte ihn Papst Paul VI. zum Bischof von Jalpaiguri. Der Erzbischof von Kalkutta, Lawrence Trevor Picachy SJ, spendete ihm am 17. Oktober desselben Jahres die Bischofsweihe; Mitkonsekratoren waren der Erzbischof von Ranchi, Pius Kerketta SJ, und der Bischof von Raigarh-Ambikapur, Francis Ekka.